# Dirty Pretty Things (filme)
Dirty Pretty Things (Brasil: Coisas Belas e Sujas / Portugal: Estranhos de Passagem) é um filme inglês de 2002, do gênero drama, crime e thriller, dirigido por Stephen Frears. Lançado em 13 de dezembro de 2002 no Reino Unido, em 17 de outubro em Portugal e em 5 de dezembro no Brasil.

## Sinopse
Em Londres um nigeriano, Okwe (Chiwetel Ejiofor), que trabalha como motorista de táxi clandestino de dia e à noite é o recepcionista de um pequeno hotel. Ao vistoriar o quarto 510, repara que o vaso sanitário estava entupido, e descobre que o motivo do entupimento era um coração humano. Ele pensa em procurar a polícia mas, aconselhado por seu chefe (Sergi López) desiste, pois ele está ilegal na Inglaterra. Ele só confia realmente em uma pessoa, Senay (Audrey Tatou), uma turca que trabalha no mesmo hotel como camareira, também em situação ilegal. Okwe passa a fazer novas descobertas após achar o coração, o que o leva a um submundo na capital inglesa, envolvendo tráfico de órgãos, entre outros crimes.

## Elenco
- Chiwetel Ejiofor como Okwe
- Audrey Tautou como Senay
- Sergi López como Juan
- Sophie Okonedo como Juliette
- Benedict Wong como Guo Yi
- Zlatko Buric como Ivan
- Sotigui Kouyate como Shinti
- Jean-Philippe Écoffey como Jean-Luc